# Cuautla (Jalisco)
Cuautla (del náhuatl: Kwawtlah ‘Lugar de las águilas’) es una localidad del estado mexicano de Jalisco, cabecera del municipio homónimo.

## Toponimia
El nombre Cuautla se interpreta como «lugar donde descienden las águilas». Cecilio Robelo, en su obra Sinopsis Toponímica Nahoa del Distrito Federal indica que significa «donde abundan las águilas». Sugiere la grafía alternativa Cuauhtlah que traduce como «arboleda o bosque».

## Geografía
La ciudad de Cuautla se encuentra aproximadamente en la ubicación 20°12′10″N 104°24′18″O / 20.20278, -104.40500, a una altura aproximada de 1700 m s. n. m. La zona urbana ocupa una superficie de 1.873 km².

## Demografía
Según los datos registrados en el censo de 2020, la población de Cuautla es de 1330 habitantes, lo que representa un crecimiento promedio de 0.18% anual en el período 2010-2020 sobre la base de los 1307 habitantes registrados en el censo anterior. Al año 2020 la densidad poblacional era de 710,1 hab/km².
| Gráfica de evolución demográfica de Cuautla entre 2000 y 2020     |
|                                                                   |
| Fuente: Instituto Nacional de Estadística Geografía e Informática |

En 2020 el 47.6% de la población (633 personas) eran hombres y el 52.4% (697 personas) eran mujeres. El 59.2% de la población, (788 personas), tenía edades comprendidas entre los 15 y los 64 años.
La población de Cuautla está mayoritariamente alfabetizada, (4.44% de personas mayores de 15 años analfabetas, según relevamiento del año 2020), con un grado de escolaridad en torno a los 8 años. 

El 95.3% de los habitantes de Cuautla profesa la religión católica.
En el año 2010 estaba clasificada como una localidad de grado bajo de vulnerabilidad social. Según el relevamiento realizado, 542 personas de 15 años o más no habían completado la educación básica, —carencia conocida como rezago educativo—, y 679 personas no disponían de acceso a la salud.